# تشاينا تشاو
تشاينا تشاو (بالإنجليزية: China Chow)‏ هي عارضة وممثلة بريطانية وأمريكية، ولدت في 15 أبريل 1974 في لندن في المملكة المتحدة.

## وصلات خارجية
- تشاينا تشاو على موقع IMDb (الإنجليزية)
- تشاينا تشاو على موقع ألو سيني (الفرنسية)
- تشاينا تشاو على موقع أول موفي (الإنجليزية)
- تشاينا تشاو على موقع قاعدة بيانات الأفلام السويدية (السويدية)
- تشاينا تشاو على موقع قاعدة بيانات الفيلم (الإنجليزية)
- تشاينا تشاو على موقع كينوبويسك (الروسية)